# 五一农村居民点 (波德戈连斯基区)
五一农村居民点（俄语：Первомайское сельское поселение）是俄罗斯联邦沃罗涅日州波德戈连斯基区所属的一个农村居民点。其下辖有3个居民点，行政中心为苏德-尼古拉耶夫卡。据2016年统计，该农村居民点的人口为666人。